# Måskosjávre
Måskosjávre eller Måskosjaure är en eller några sjöar söder om fjället Måskostjåhkkå. På lantmäteriets kartor är bara den första av nedanstående sjöar benämnd Måskosjávre, medan den andra där saknar namn. Ytterligare någon namnlös sjö finns intill.
- Måskosjaure, Lappland, sjö i Arjeplogs kommun, 66°47′06″N 16°48′06″Ö / 66.7849°N 16.8016°Ö (70,1 ha)
- Måskosjaure (Arjeplogs socken, Lappland), sjö i Arjeplogs kommun, 66°46′25″N 16°51′04″Ö / 66.7735°N 16.8511°Ö